# 朴志娟
朴志娟（パク・ジヨン、朝: 박지연、1991年5月17日 - ）は、韓国の囲碁棋士。ソウル市出身、韓国棋院所属、車修権七段門下、五段。プロ女流国手戦優勝2回、穹窿山兵聖杯世界女子囲碁選手権ベスト4 など。

## 経歴
2006年初段。2007年GGオークション杯女流対シニア連勝対抗戦に出場し3人抜き。
2008年女流棋聖戦ベスト4、女流名人戦挑戦者決定戦進出、ワールドマインドスポーツゲームズ女子団体戦銀メダル。2009年二段。2010年BCカード杯世界囲碁選手権出場、三星火災杯世界囲碁マスターズで柁嘉熹らに勝ってベスト16進出、女流棋聖戦準優勝、GGオークション杯で4人抜き、囲碁大賞で女流棋士初の新鋭棋士賞受賞。
2011年穹窿山兵聖杯世界女子囲碁選手権でベスト4進出。2012年女流国手戦決勝で朴鋕恩を破って優勝し、これにより三段昇段、囲碁大賞女流棋士賞。2014年百霊愛透杯世界囲碁オープン戦出場。2015年女流国手戦優勝し、四段昇段、Mlily夢百合杯世界囲碁オープン戦出場。2016年KBS杯バドゥク王戦ベスト16進出。2017年五段、韓国製紙女子棋聖戦ベスト4。
韓国囲碁リーグでは2012、13年に楽スターリーグ出場。韓国女子囲碁リーグでは2015年釜山チームで出場し優勝、個人勝数2位となった。2016年には中国女子リーグにも出場。

### タイトル歴
- プロ女流国手戦 2012、15年
- おかげ杯国際新鋭対抗戦女流個人戦 2014年

### 他の棋歴
国際棋戦
- 三星火災杯世界囲碁マスターズ ベスト16 2010年（○金恵敏、×金志錫、○柁嘉熹、×金志錫）
- 穹窿山兵聖杯世界女子囲碁選手権 ベスト4 2011年（○李赫、○陳一鳴、×唐奕）
- ワールドマインドスポーツゲームズ 2008年女子団体戦銀メダル
- 正官庄杯世界女子囲碁最強戦
  - 2010年 0-1（×芮廼偉）
- 黄龍士双登杯世界女子囲棋勝抜戦
  - 2011年 2-1（○黒嘉嘉、×吉田美香、○陳一鳴）
  - 2012年 0-1（×王晨星）
  - 2016年 1-1（◯謝依旻、×王晨星）
- 天台山農商銀行杯世界女子囲棋団体選手権戦
  - 2015年 2-1（○張正平、×芮廼偉、○金子真季）

国内棋戦他
- 女流棋聖戦 準優勝 2011年
- プロ女流国手戦 準優勝 2013年
- 女流名人戦 挑戦者 2013、14年
- GGオークション杯女流対シニア連勝対抗戦
  - 2007年 3-1（○鄭大相、○金錫興、○金東燁、×李洪烈）
  - 2009年 0-1（×安官旭）
  - 2010年 4-1（○鄭大相、○金基憲、○張秀英、○姜勲、×車敏洙）
  - 2011年 0-1（×曺薫鉉）
  - 2012年 0-1（×徐能旭）
  - 2014年 0-1（×白成豪）
  - 2015年 1-0（◯劉昌赫）
- nTV女流対シニア対抗戦 2013年 0-2（×徐能旭、×曺薫鉉）
- 韓国囲碁リーグ（楽スターリーグ）
  - 2012年 （サイバーオロ）10-8
  - 2013年 （Kixx）6-8
- 韓国女子囲碁リーグ
  - 2015年（釜山三美建設）9-3（勝数2位）
  - 2016年（京畿湖畔建設）6-8
  - 2017年（畿湖畔建設）5-9
  - 2018年（ソウル囲碁の品格）
- 中国女子乙級リーグ戦
  - 2016年（陳西天元棋院）5-2